# Vivo
A Vivo egy kínai multinacionális technológiai vállalat, amelynek székhelye a kuangtungi Tungkuanban található. A cég saját szoftvereket és operációs rendszert is fejlesztett készülékeihez. 10 000 alkalmazottat foglalkoztat, és 10 K+F központtal rendelkezik Shecsenben, Tungkuanban, Nankingban, Pekingben, Hangcsouban, Sanghajban, Hszianban, Tajpejben, Tokióban és San Diegoban.

## Története
2009-es alapítása óta a Vivo több mint 60 országra és régióra bővítette globális piacát, több mint 400 millió felhasználót szolgál termékeivel.
2017-ben a Vivo belépett az okostelefon piacra Tajvanon, Hongkongban, Makaóban, Oroszországban, Bruneiben, Kambodzsában, Laoszban, Srí Lankán, Bangladesben, Pakisztánban és Nepálban. 2020 októberében a VIVO bejelentette, hogy termékeit elkezdi Európában is értékesíteni.

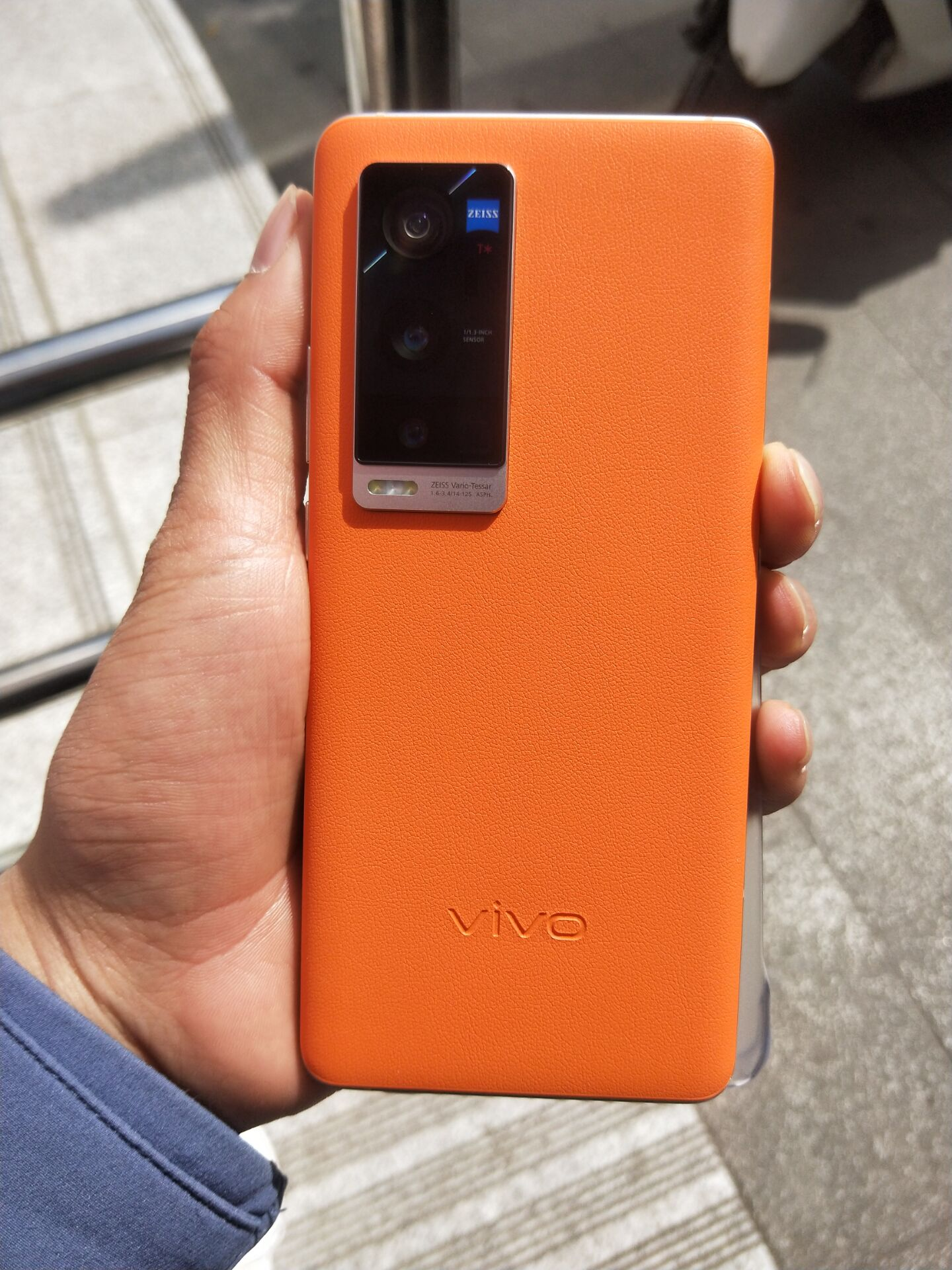
Vivo X60

2020. december 17-én a VIVO és a Zeiss bejelentette, hogy hosszú távú stratégiai partnerséget kötöttek az áttörést jelentő innovációk közös előmozdítására és fejlesztésére a mobil képalkotó technológiában.
Az első "Vivo-Zeiss co-engineered képalkotó rendszer" a Vivo X60 sorozatban jelent meg. Az együttműködési megállapodás részeként a Vivo és a Zeiss létrehozta a Vivo-Zeiss Imaging Labot, egy közös kutatás-fejlesztési programot, amely a Vivo mobil képalkotási technológiájának megújítását célozza.
2023-ban a Vivo az 5 legjobb okostelefon-gyártó közé került világszinten, és 10%-os globális piaci részesedést ért el.
2021 áprilisában három raklap Vivo telefon kigyulladt a hongkongi nemzetközi repülőtéren, ami miatt betiltották a VIVO telefonok Hong Kongon keresztül történő légi szállítását.

VIVO V29e

2022 júniusában a Vivo bekerült a Guinness Rekordok Könyvébe. A rekordot a "Leghosszabb videó" kategóriában érte el, ahol a zászlóshajó készüléke, a Vivo X Fold, több mint 300 000 alkalommal volt ki-be hajtva.

### Marketing
2015 októberében a Vivo az Indiai Premier League címszponzora lett a 2016-os szezontól kezdődő kétéves szerződés értelmében. 2017 júliusában a megállapodást 2022-ig meghosszabbították. A 2020–2021-es Kína–India összecsapásokkor a Krikett Ellenőrző Testületet (BCCI) kritizálták Indiában, mert lehetővé tette, hogy egy kínai vállalat legyen a liga szponzora. A Vivo és a BCCI kölcsönösen megállapodtak abban, hogy felfüggesztik a megállapodást a 2020-as szezonra.
2017 júniusában a Vivo szponzori megállapodást kötött a FIFA-val, hogy a 2018-as és 2022-es FIFA világbajnokság hivatalos okostelefonmárkája legyen. A vállalat megállapodást írt alá az UEFA-val is így a 2020-as,a 2024-es labdarugó-Európa-bajnokság hivatalos partnere és az indiai Pro Kabaddi Liga szponzora lett.
2024 májusában a Vivo piacra dobta legújabb okostelefonját, a VIVO v26 Pro-t. 2024 márciusában a VIVO lett a Nepal Idol egy nepáli televíziós zenés show-műsor főszponzora.

## Problémák

### Ugyanaz az IMEI-szám 13 557 eszközköz
2020 júniusában a Miráti Rendőrség kiberbűnözés elleni egysége felfedte, hogy több mint 13 500 Indiában használt Vivo okostelefon ugyanazon az IMEI-számon fut. Az IMEI szám egy 15 számjegyből álló kód, amely minden mobileszköz  számára egyedi, és általában bűnözők vagy ellopott mobiltelefonok nyomon követésére használják. Ha a Vivo több eszközhöz ugyanazt az IMEI-számot használta, akkor akadályozhatta volna a bűnözők vagy ellopott eszközök rendőrségi nyomon követését. 2017-ben az indiai távközlési szabályozó hatóság nyilatkozatot adott ki, amely szerint minden mobileszköznek egyedi IMEI-számmal kell rendelkeznie Indiában. Ennek elmulasztása manipulációnak minősül, és pénzbírsággal vagy három évig terjedő szabadságvesztéssel sújtható.
Az események oda vezettek, hogy a rendőrség eljárást indított a Vivo ellen. A hiba állítólag akkor derült ki, amikor egy rendőr átadta mobiltelefonját a kiberbűnözés elleni osztály munkatársainak vizsgálatra, mivel a telefon annak ellenére sem működött megfelelően, hogy a Vivo Mirátban lévő szervizében megjavították. A kiberbűnözéssel foglalkozó osztály megállapította, hogy a készülék IMEI-száma eltér a dobozon feltüntetettől.  A cég tájékoztatása szerint 2019. szeptember 24-ig ugyanaz az IMEI-szám 13 557 mobiltelefonhoz tartozott az ország különböző államaiban.

### Adócsalás
Az Indiai Adóügyi Hírszerzési Igazgatóság (DRI) 2022 júliusában razziát tartott a Vivo indiai irodáiban, és adócsalással vádolta meg a céget. A vállalat állítólag bevételének közel felét külföldre utalta Indiából. A Végrehajtási Igazgatóság a további pénzmosás megakadályozása érdekében zárolta a cég bankszámláit is. Az ügynökség azt is megállapította, hogy a Vivo néhány kínai felsővezetője 23 céget alapított Indiában egy okleveles könyvelő, Nitin Grg segítségével. "Ezekről a  cégekről kiderült, hogy hatalmas összegeket utaltak át az indiai Vivo-nak. Továbbá az 1 25 185 millió rúpia teljes eladási bevételéből az indiai VIVO  62 476 milliárd rúpiát, vagyis a bevétel közel 50 százalékát utalta át Indián kívülre, főleg Kínába” – áll a közleményben. 2023 októberében a Végrehajtási Igazgatóság pénzmosási vádak miatt letartóztatta a VIVO India adminisztrációs vezetőjét.

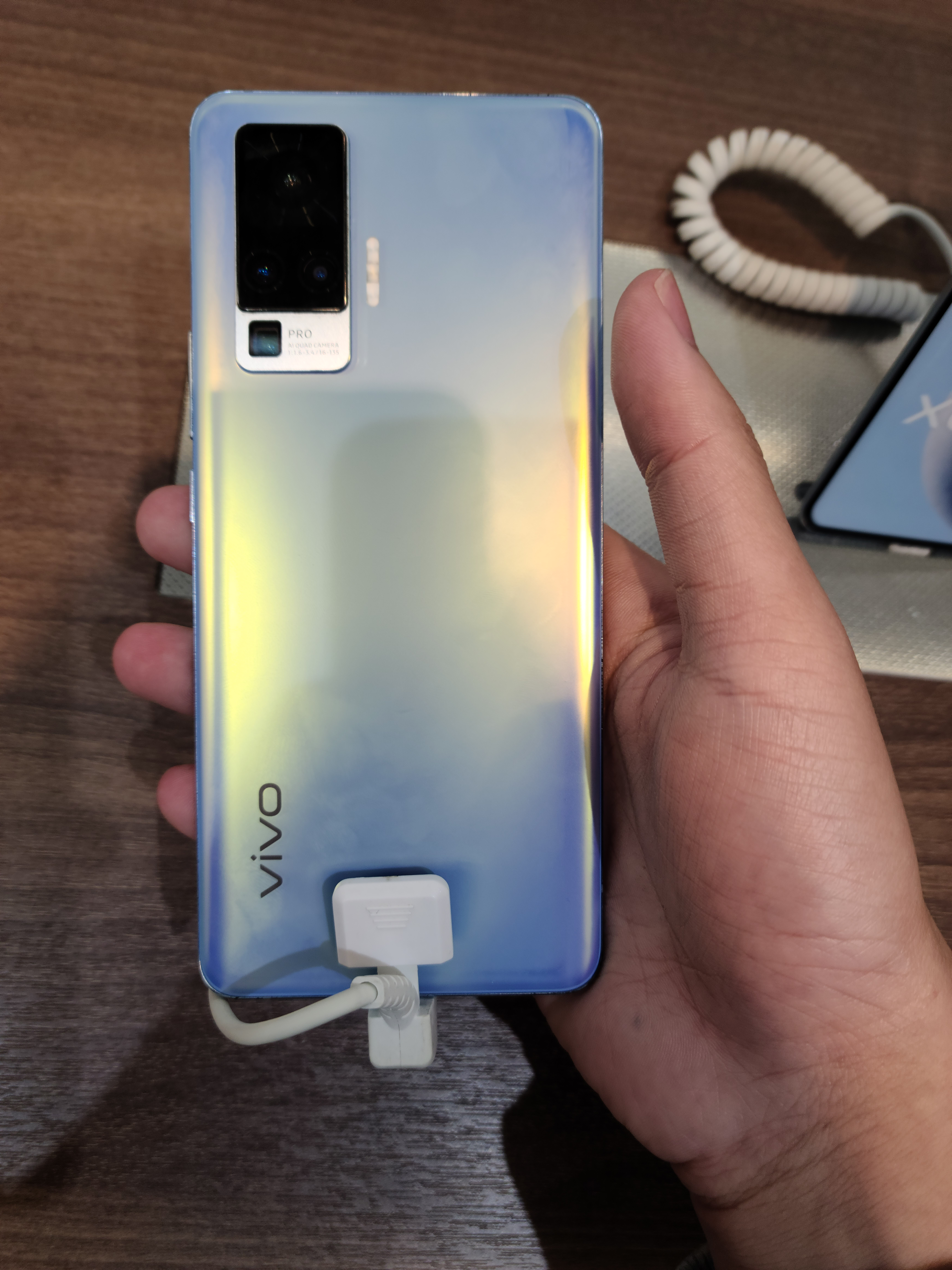
Vivo X50 Pro

## Fordítás
Ez a szócikk részben vagy egészben  a   Vivo (technology company) című angol Wikipédia-szócikk ezen változatának fordításán alapul.  Az eredeti cikk szerkesztőit annak laptörténete sorolja fel. Ez a jelzés csupán a megfogalmazás eredetét és a szerzői jogokat jelzi, nem szolgál a cikkben szereplő információk forrásmegjelöléseként.